# SN 2000bf
SN 2000bf – supernowa odkryta 9 marca 2000 roku w galaktyce A151218-0139. W momencie odkrycia miała maksymalną jasność 20,70m.